# Libanopsis
Libanopsis – wymarły rodzaj chrząszczy z rodziny Sphindidae, jedyny z monotypowej podrodziny Libanopsinae. Obejmuje pięć opisanych gatunków. Żyły w kredzie wczesnej.

## Taksonomia
Rodzaj i wszystkie jego gatunki opisane zostały po raz pierwszy w 2015 roku przez Aleksandra Kirejczuka na łamach „Cretaceous Research”. Ich opisu dokonano na podstawie datowanych na późny barrem lub wczesny apt w kredzie inkluzji w bursztynie libańskim, zebranych w kilku różnych odkrywkach. 
Do rodzaju zalicza się pięć opisanych gatunków:
- Libanopsis impexa Kirejtshuk, 2015
- Libanopsis limosa Kirejtshuk, 2015
- Libanopsis poinari Kirejtshuk, 2015
- Libanopsis slipinskii Kirejtshuk, 2015
- Libanopsis straminea Kirejtshuk, 2015

## Morfologia
Chrząszcze o ciele długości od 1,1 do 1,8 mm, w zarysie prawie eliptycznym, z wierzchu przeciętnie sklepionym, od spodu płaskawym. Oskórek był w większości matowy, z wierzchu grubo i skąpo punktowany oraz skąpo porośnięty włoskami tęgimi i sterczącymi, od spodu średnio gęsto i drobno punktowany oraz  umiarkowanie gęsto porośnięty włoskami delikatnymi. 
Głowa była duża, szersza niż dłuższa, w zarysie trójkątnawa. Duże oczy budowały duże omatidia. Osadzone tuż pod oczami czułki formowało 10 członów, z których dwa pierwsze były nabrzmiałe, a trzy ostatnie tworzyły luźno zestawioną buławkę. Aparat gębowy cechowały: jednopłatowa warga górna, dwuzębne wierzchołki równomiernie zakrzywionych żuwaczek, czteroczłonowe głaszczki szczękowe o niemal stożkowatym członie ostatnim i trójczłonowe głaszczki wargowe o członie ostatnim prawie na wąskim szczycie ściętym. 
Szersze niż dłuższe przedplecze miało łukowate boki o zatokowo pofalowanych lub powrębianych krawędziach. Tarczka rozszerzała się u prawie ściętego wierzchołka. Pokrywy przynajmniej w tylnej połowie miały wyraźne linie przyszwowe, a epipleury zwężały się stopniowo ku szczytom. Panewki bioder przednich były poprzecznie owalne i z tyłu otwarte, rozstawione podobnie szeroko jak panewki owalnych bioder środkowych, zaś biodra tylne stykały się lub prawie stykały ze sobą, nie osiągając podgięć pokryw. Przedpiersie było dwukrotnie dłuższe niż śródpiersie. Długie, chude odnóża miały pozbawione ostróg golenie i pięcioczłonowe stopy z członem ostatnim najdłuższym, zaopatrzonym w niezmodyfikowane lub prawie u postawy ząbkowane pazurki.
Odwłok całkowicie zasłonięty był od góry pokrywami, a na jego spodzie widocznych było pięć sternitów.